# Peter Geyer
Peter Geyer (ur. 11 grudnia 1952 w Norymberdze) – niemiecki piłkarz występujący na pozycji napastnika.

## Kariera
Geyer zawodową karierę rozpoczynał w 1971 roku w klubie 1. FC Nürnberg. Spędził tam trzy sezony. W 1974 roku trafił do pierwszoligowej Tennis Borussii Berlin. W Bundeslidze zadebiutował 24 sierpnia 1974 w przegranym 0:5 meczu z Eintrachtem Brunszwik. 31 sierpnia 1974 w wygranym 4:0 spotkaniu z Werderem Brema strzelił trzy gole, które były jego pierwszymi w trakcie gry w Bundeslidze. W 1975 roku Geyer zajął z klubem 17. miejsce w lidze i spadł z nim do 2. Bundesligi. Wówczas odszedł z klubu.
Latem 1975 roku trafił do innego drugoligowego zespołu, Borussii Dortmund. Pierwszy ligowy mecz w jej barwach zaliczył 9 sierpnia 1975 roku przeciwko Westfalii Herne (4:0). W 1976 roku awansował z Borussią do Bundesligi. W 1980 roku oraz 1982 roku Geyer zajmował z nią 6. miejsce w lidze, które były najwyższymi w trakcie jego ligowej kariery.
W sierpniu 1981 roku podpisał kontrakt z Eintrachtem Brunszwik, również grającym w Bundeslidze. W jego barwach zadebiutował 18 sierpnia 1981 w przegranym 0:1 pojedynku z Bayerem 04 Leverkusen. W Eintrachcie Geyer grał do końca sezonu 1983/1984, a potem zakończył karierę.